# 20 Massalia
20 Massalia è un grande e brillante asteroide della Fascia principale. È anche il più grande membro della Famiglia Massalia di asteroidi.
Massalia fu scoperto da Annibale de Gasparis il 19 settembre 1852. La notte seguente fu individuato in modo indipendente da Jean Chacornac; quest'ultimo annunciò per primo la sua scoperta.
Massalia è il nome greco di Marsiglia, in Francia, da dove Chacornac individuò l'asteroide (de Gasparis scrutava i cieli di Napoli dall'Osservatorio Astronomico di Capodimonte).